# 金属樹
金属樹（きんぞくじゅ）とは、樹枝状に析出した金属の結晶のこと。
ある金属単体(MA)を、その金属よりイオン化傾向が小さい金属イオン(MBn+)を含む溶液に浸すと、nMA+mMBn+→nMAm++mMBの反応により、金属単体MAの表面に金属MBが樹枝状に析出する。
析出する金属によって〇樹と呼ばれる。
高等学校化学Ⅰでイオン化傾向の学習にしばしばこの金属樹の生成実験が用いられる。 
<例：銅イオンに亜鉛を入れた場合>
Zn→Zn2+＋2e-
Cu2++2e-→Cu
上記の例では亜鉛が溶け、銅が析出する。

## 主な金属樹
- 銀樹
- 銅樹
- 鉛樹
- スズ樹